# جيلبرتو سيلفا

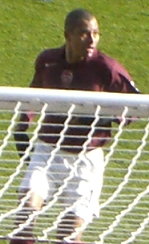
جلبرتو سيلفا

جلبرتو يسيدو دا سيلفا (بالبرتغالية: Gilberto Silva) من مواليد 7 أكتوبر 1976، لاعب كرة قدم برازيلي سابق. لعب مع عدة أندية مثل نادي الدوري الإنجليزي الممتاز أرسنال ونادي دوري الدرجة الأولى البرازيلي أمريكا مينيرو ونادي الدرجة الأولى اليوناني باناثينايكوس. كما لعب مع منتخب البرازيل لكرة القدم.

## مسيرته مع الأندية
بدأ جلبرتو سيلفا مسيرته الكروية مع أمريكا مينيرو البرازيلي في عام 1997، وفي عام 2000 انتقل إلى نادي أتلتيكو مينيرو، ولعب معهم لمدة موسمين، شارك خلالهما في 62 مباراة وسجل أربعة أهداف، وفي عام 2002 انتقل إلى نادي آرسنال الإنجليزي، وقد فاز معهم بكأس إنجلترا مرتين والدوري الإنجليزي مرة واحدة وانتقل في يوليو 2008 إلى نادي باناثينايكوس اليوناني.

## مسيرته مع الفريق الوطني
لعب جلبرتو سيلفا مع منتخب البرازيل لكرة القدم، وشارك في كأس العالم لكرة القدم 2002 وكأس القارات 2005 وكأس العالم لكرة القدم 2006.و كان قائد المنتخب البرازيلي الذي أحرز بطولة اميركا الجنوبية في عام 2007.

## روابط خارجية
- جيلبرتو سيلفا على موقع الاتحاد الدولي (مؤرشف)  (الإنجليزية)
- جيلبرتو سيلفا على موقع الاتحاد الأوربي (الإنجليزية)
- جيلبرتو سيلفا على موقع قاعدة بيانات كرة القدم.إي يو (الإنجليزية)
- جيلبرتو سيلفا على موقع بيانات كرة القدم. دي إي (الألمانية)
- جيلبرتو سيلفا على موقع ليكيب (الفرنسية)
- جيلبرتو سيلفا على موقع ناشيونال فوتبول تيمز (الإنجليزية)
- جيلبرتو سيلفا على موقع Soccerbase.com (لاعب) (الإنجليزية)
- جيلبرتو سيلفا على موقع Soccerway.com (الإنجليزية)
- جيلبرتو سيلفا على موقع عالم كرة القدم.نت (الإنجليزية)
- جيلبرتو سيلفا على موقع كووورة